# Фінська література
Під поняттям «Фінська література» у цій статті слід розуміти літературу фінською мовою, яка творилася на території сучасної північно-європейської держави Фінляндії у різний період її історії — у складі Швеції, Російської імперії, у незалежній Фінляндській Республіці.
Поняття Література Фінляндії охоплює як літературну традицію фінською, так і шведською мовами, зокрема у Фінляндії ХХ століття виокремилось поняття шведськомовної літератури Фінляндії, що має значний вплив на літературний процес у країні та популяризацію літератури Фінляндії у світі, а також літературні традиції деякими іншими мовами, зокрема місцевими саамськими.

## Історичний розвиток

### Зародження і розвиток до ХХ століття
Найдавнішим жанром фінського фольклору, що мав багато спільного з карельським, є руни.
У Середньовіччя виникли балади. Фінська народна проза представлена казками, легендами, переказами і бувальцями.
Перша пам'ятка писемності власне фінською мовою — «Азбука» Мікаеля Аґріколи. Однак аж до початку XIX століття фінською друкували переважно церковні книжки. 
Зростання національної свідомості фінів сприяв у XVIII столітті пробудженню інтересу до національної історії, міфології та фольклору. Визначним культурним діячем 1-ї половини XVIII століття був Даніель Юсленіус, який у своїх творах (латиною) прославляв фінський народ.
У XIX столітті — столітті європейського пробудження — фінська література розвивалась переважно як просвітительська. Найвідоміші письменники цього часу — Яакко Ютейні, Карл Аксель Готлунд (Carl Axel Gottlund).
Також у загальноєвропейському тренді у Фінляндії в цей час розивається романтизм — його досягнення пов'язані з літературно-громадською діяльністю А. І. Арвідссона. Величезне значення для розвитку фінської літературної традиції мало видання Еліасом Леннротом народного епосу «Калевала», що став джерелом сюжетів і образів для багатьох письменників і поетів. Видатну роль в історії фінської культури в цей час відіграли також поет Йоган Рунеберг і філософ, публіцист і критик Йоган Вільгельм Снелльман.
У XIX ж столітті були закладені міцні реалістичні традиції фінської літератури, вірною яким вона лишалася у творчості багатьох її представників ХХ століття і сучасності, — реалістом виступив основоположник нової фінської літератури, зачинатель національних драматургії й роману Алексіс Ківі.
У вказаний період написані також фінські історичні романи (Захаріас Топеліус), з віршами і п'єсами виступив Каарло Крамсу (Kaarlo Kramsu). До соціальної тематики, опису фінських міста й села, людських взаємовідносин і загально-людських проблем була звернута творчість низки письменників-реалістів, що на тепер належать до класиків фінської літератури, вивчаються у школах і лишаються популярними і в наш час — Мінна Кант (писала про становище жінки, борючись за права жіноцтва), Юхані Ахо, Арвід Ярнефельт, Касімір Лейно тощо.

### У ХХ столітті і в наш час
На початку ХХ століття фінська література — різнопланова, різножанрова, сформувалися її різноманітні течії. Так, наряду з неоромантичним напрямком, яскравими виразниками якого стали видатний лірик Ейно Лейно, L. Onerva, Волтер Кілпі (Volter Kilpi), з'явилась і робітничо-пролетарська поезія (Kössi Kaatra).
Проте панівним у фінській літературі залишався реалізм — його яскраві представники цього періоду Ілмарі Кіанто (Ilmari Kianto), Марія Йотуні (Maria Jotuni), Йоель Лехтонен. До видатних фінських письменників-реалістів цього ж часу належить єдиний дотепер фінський літератор-лауреат Нобелівської премії з літератури Франс Ееміль Сіланпяя, який був удостоєнний цієї високої світової нагороди у перший рік Другої свіової війни (1939) «за його глибоке розуміння селян своєї країни і вишукане мистецтво, з яким він зображував їх спосіб життя і їх зв'язок з природою».